# دانيال وادزورث
دانيال وادزورث (بالإنجليزية: Daniel Wadsworth)‏ هو فنان أمريكي، ولد في 1771، وتوفي في 1848.